# 日曜特集・新世界紀行
『ニッセイワールドドキュメント 日曜特集・新世界紀行』（ニッセイワールドドキュメント にちようとくしゅう・しんせかいきこう）は、1987年4月12日から1992年3月29日までTBS系列局で放送されていたドキュメンタリー番組である。TBSと制作プロダクション各社の共同製作。全191回。放送時間は毎週日曜 20:00 - 20:54 （日本標準時）。日本生命の一社提供番組「ニッセイワールドドキュメント」シリーズの第1作。

## 概要
毎回世界各地を取材し、その地域の文化や風習や伝統、自然、遺跡やその他の歴史的建造物、現地に住む人々の活躍などを多角的に描いた映像を放送。基本的には現地の映像とナレーションによる演出を重視していたが、回によっては森本哲郎などが出演することもあった。ナレーションは俳優や女優が週替わりで担当。他にフリーアナウンサーの荒川強啓（最終回も顔出しで進行を担当）や当時TBSアナウンサーだった有村かおりも担当していた。オープニングで流れるテーマ曲は服部克久の「自由の大地」。
当時のTBS社長だった磯崎洋三が起こした編成大改革の影響で1992年3月29日をもって終了。前時間帯の『クイズ!!ひらめきパスワード』（毎日放送制作）・『テレビ探偵団』も同じ日に終了した。終了から半年後の1992年10月から1996年3月には関東ローカルで「日曜特集・新世界紀行～アンコール～」と題して日曜日午前10時台に再放送の希望が多かった一部の回がアンコール放送されている他、TBSチャンネルで『新世界紀行』と題して再放送が実施された。神奈川県横浜市にある放送ライブラリーには、この番組の記録映像が39本保存されている。

## ネット局
- 東京放送（現在のTBSテレビ）（制作局）
- 北海道放送
- 青森テレビ
- 岩手放送（現在のIBC岩手放送）
- 東北放送（宮城県）
- テレビユー山形
- テレビユー福島
- テレビ山梨
- 信越放送（長野県）
- 新潟放送
- 静岡放送
- 中部日本放送（現在のCBCテレビ）（愛知県ほか中京圏）
- チューリップテレビ（富山県）
- 北陸放送（石川県）
- 毎日放送（大阪府ほか近畿広域圏）
- 山陽放送（現在のRSK山陽放送）（岡山県・香川県）
- 中国放送（広島県）
- 山陰放送（鳥取県・島根県）
- テレビ山口
- テレビ高知
- RKB毎日放送（福岡県）
- 長崎放送
- 熊本放送
- 大分放送
- 宮崎放送
- 南日本放送（鹿児島県）
- 琉球放送（沖縄県）

## 出版物

### サウンドトラック
- SOUND TRACK 新世界紀行（1987年5月1日、ファンハウス）
- SOUND TRACK 新世界紀行（1990年10月1日、ファンハウス） - 上記の再発盤で、収録内容を若干変えてある。

### 関連書籍
- 謎と不思議の旅 推理紀行ドキュメント（1992年、TBSテレビ「新世界紀行」編著、二見書房、ISBN 4-576-92055-3）